# Wolfgang Heinze (Politiker)
Wolfgang Werner Heinze (* 18. Januar 1944 in Chemnitz) ist ein deutscher Politiker (SED/PDS/Die Linke). Er war von 2004 bis 2009 für eine Legislaturperiode Abgeordneter im Landtag Brandenburg.

## Leben und Beruf
Nach seinem Studium an der Berliner Humboldt-Universität zum Diplom-Landwirt verschlug es den gebürtigen Chemnitzer ins Oderbruch. In der Seelower Meliorationsgenossenschaft begann er als Bauleiter. In den 1970er Jahren wurde er Abteilungsleiter für Landwirtschaft, von 1978 bis 1990 war er Sekretär für Landwirtschaft bei der SED-Kreisleitung Seelow. Von 1982 bis 1983 besuchte er die Akademie für Gesellschaftswissenschaften in Moskau. Nach der Wende kümmerte er sich um das Marketing und den Absatz landwirtschaftlicher Produkte der Region, seit 1993 ist der Name Heinze mit dem Messegeschehen in Frankfurt (Oder) eng verbunden. Wolfgang Heinze war Bereichsleiter der städtischen Messegesellschaft.

## Abgeordneter
Seit 1978 ist Wolfgang Heinze im Kreisparlament aktiv. Seit 1993 führt er den Kreistag von Märkisch-Oderland als dessen Vorsitzender. Er ist damit Deutschlands dienstältester Kreistagsvorsitzender mit Mandat von der Linken.
Wolfgang Heinze wurde am 19. September 2004 als Direktkandidat im Landtagswahlkreis Märkisch-Oderland IV in das Brandenburger Landesparlament gewählt. Nach der Landtagswahl 2009 schied er aus dem Landtag aus.